# Futbol a Egipte
El futbol és l'esport més popular a Egipte. És dirigit per l'Associació Egípcia de Futbol.
La selecció d'Egipte va ser creada l'any 1921. A data de 2017 és l'equip amb més campionats d'Àfrica, 7 en total, 1957, 1959, 1986, 1998, 2006, 2008 i 2010. La seva primera participació en una Copa del Món fou el 1934.

## Competicions
- Lligues:
  - Lliga egípcia de futbol

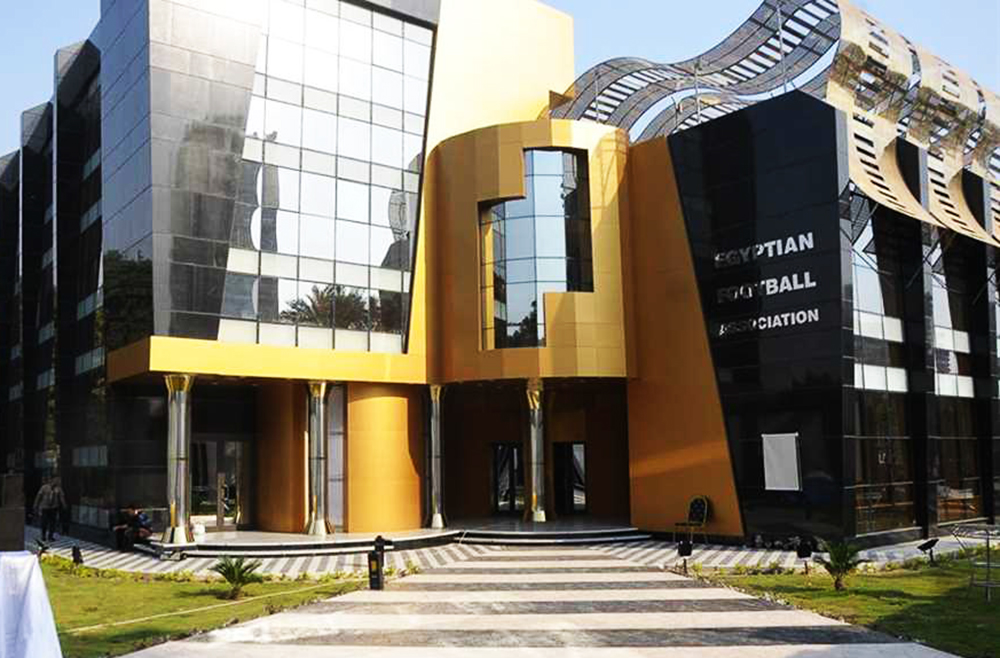
Seu de la Federació Egípcia de Futbol.

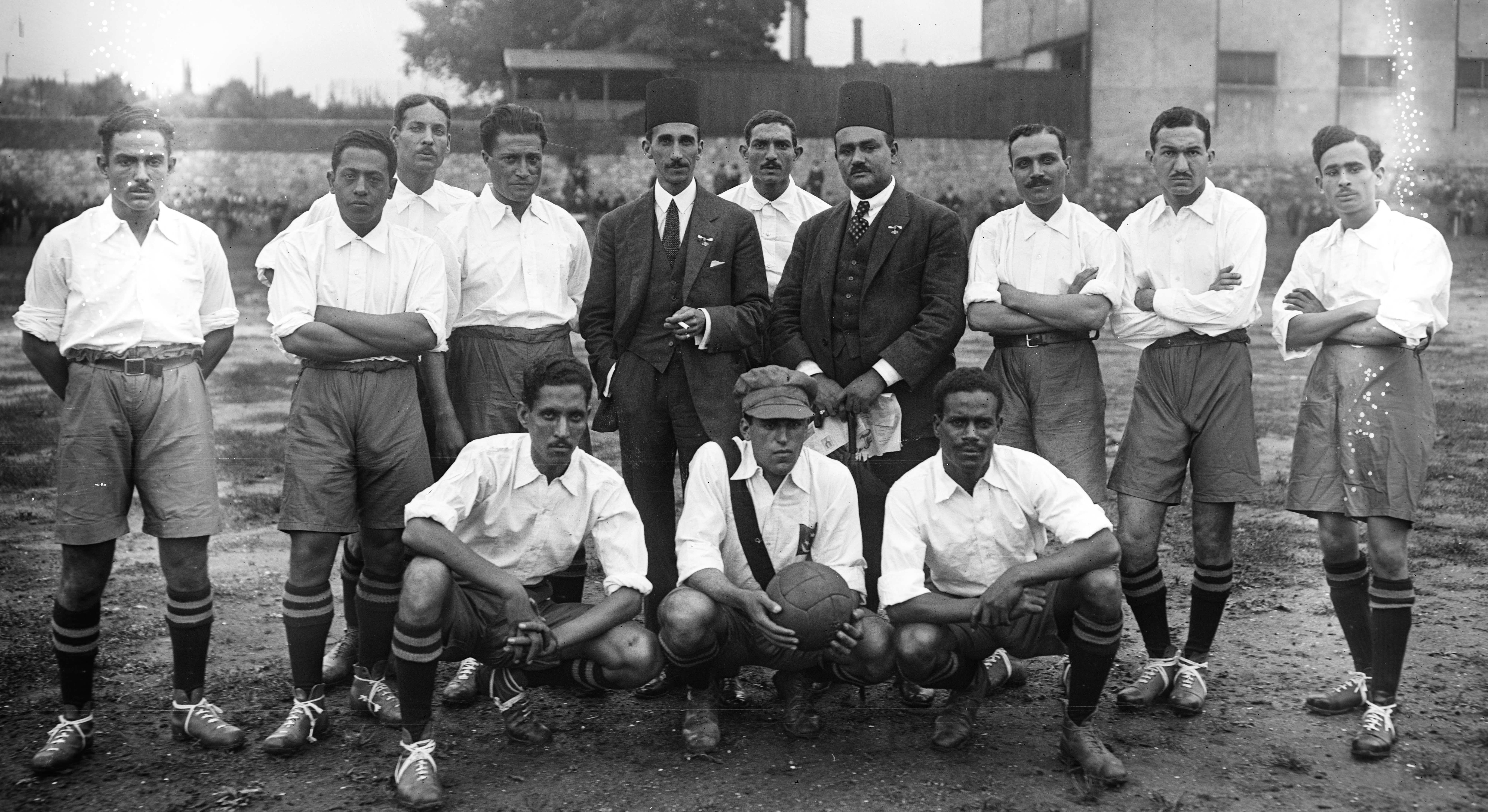
Selecció d'Egipte el 1920.

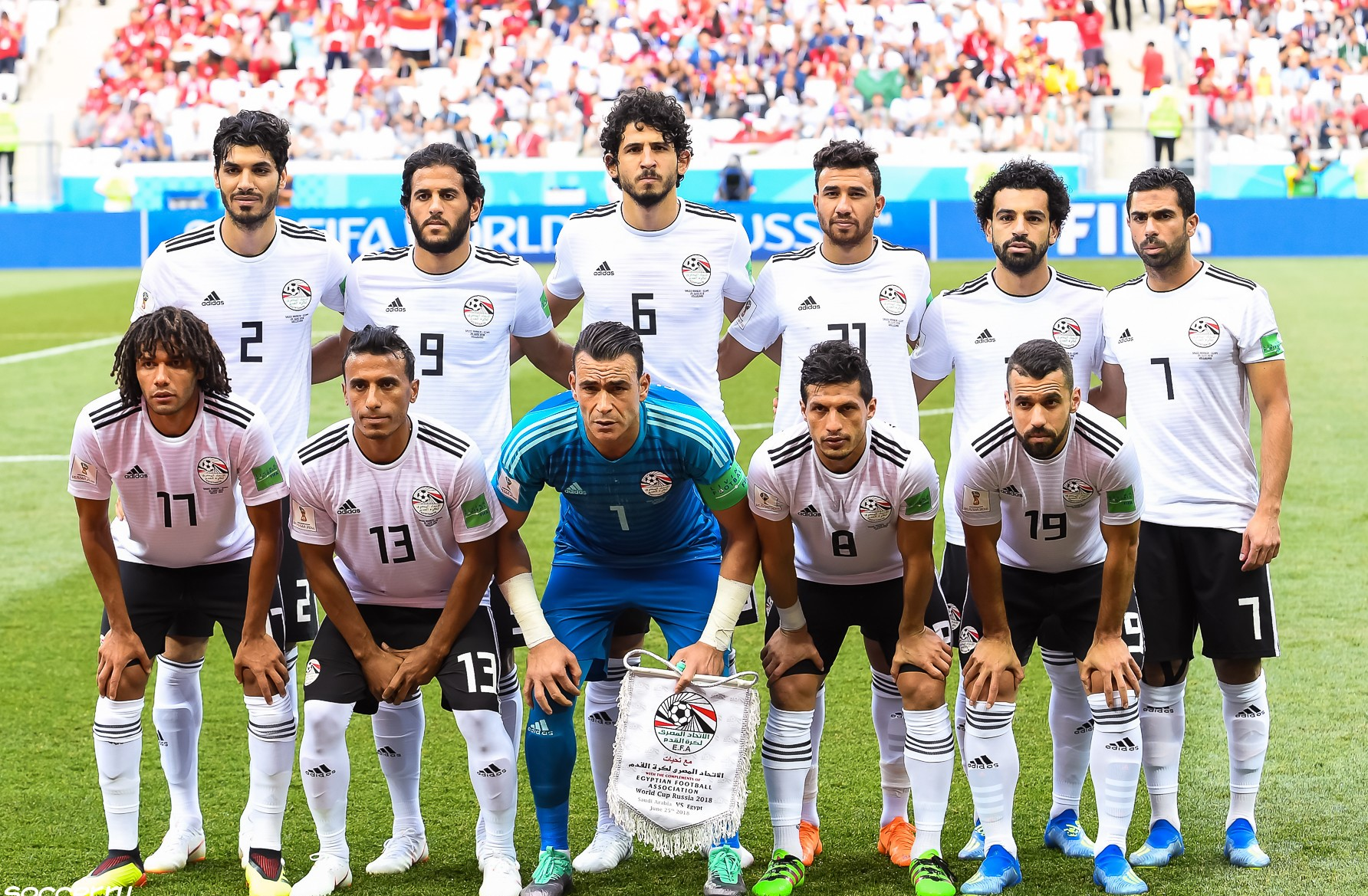
Selecció d'Egipte el 2018.

  - Lliga del Caire de futbol (desapareguda)
  - Lliga d'Alexandria de futbol (desapareguda)
  - Lliga del Canal de futbol (desapareguda)

- Copes:
  - Copa egípcia de futbol
  - Supercopa egípcia de futbol
  - Copa de la Lliga egípcia de futbol (desapareguda)
  - Copa Sultan Hussein (desapareguda)

## Principals clubs
Clubs amb més títols nacionals a 2019.
- Al-Ahly SC El Caire
- Zamalek Sporting Club
- Al-Ittihad Alexandria Club
- El-Olympi Club Alexandria
- Ismaily Sporting Club
- Tersana Sporting Club
- El Mokawloon SC
- ENPPI Sporting Club
- Haras El Hodoud SC
- Al-Masry SC Port Saïd
- El Qanah FC
- Al Teram
- Ghazl El Mahalla SC
- El Sekka El Hadid SC

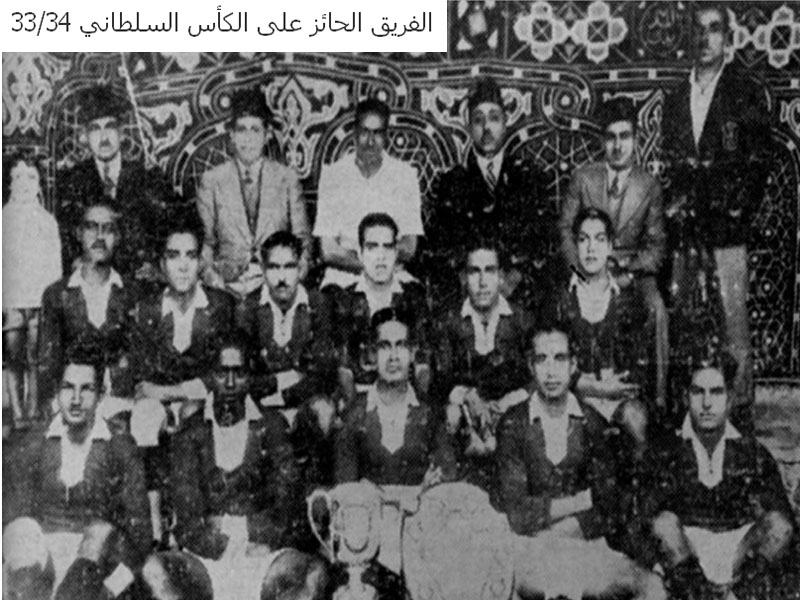
Masry 1932-1934
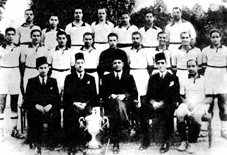
Zamalek 1938-39
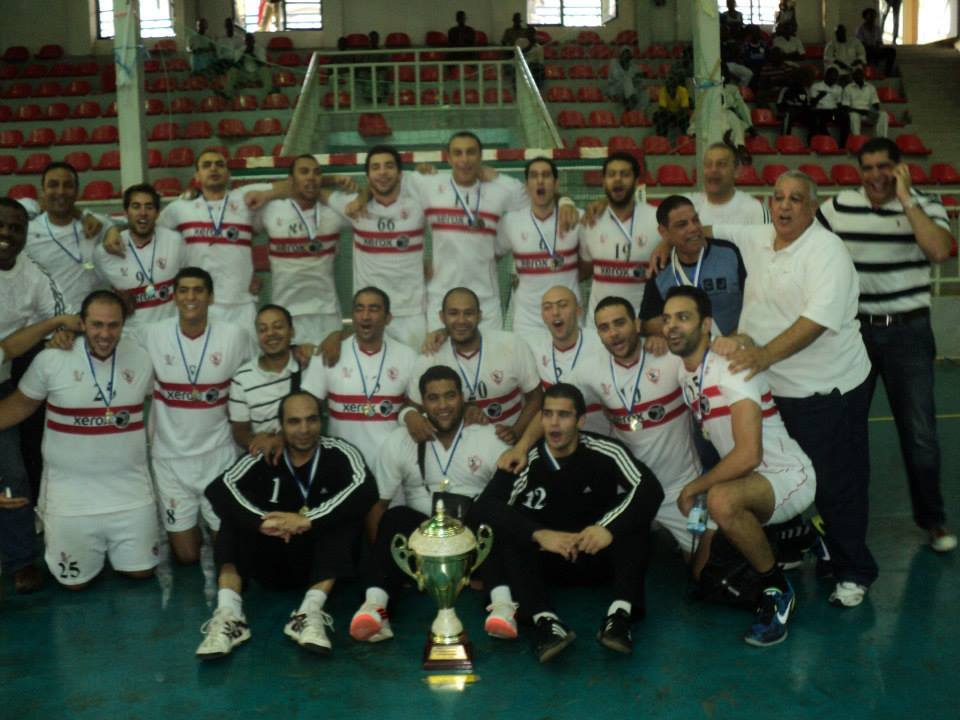
Zamalek 2011
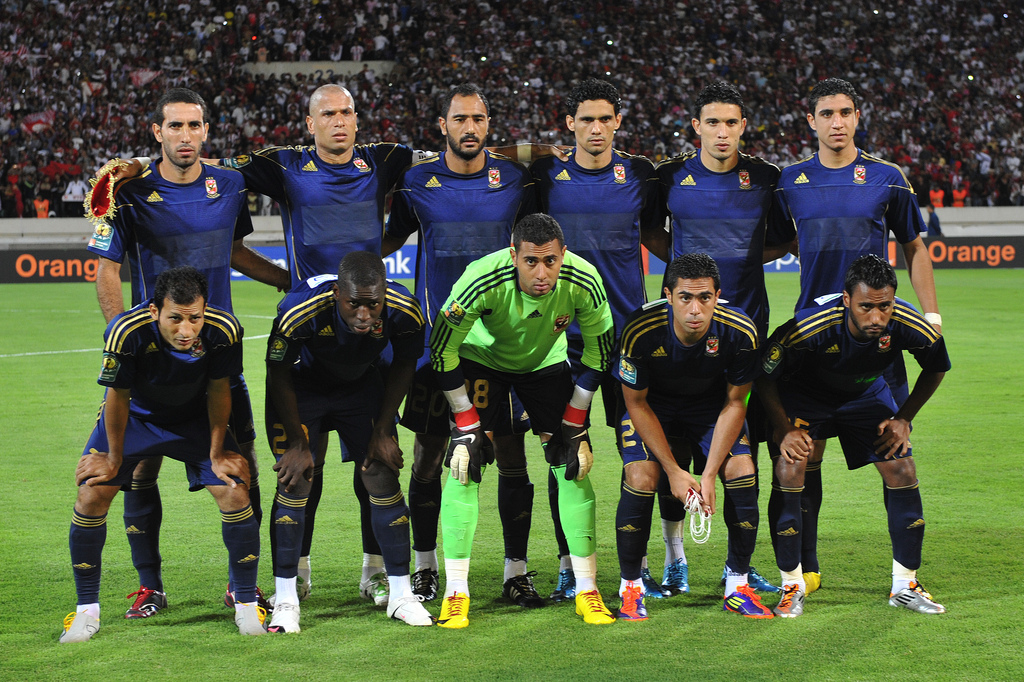
Al Ahly 2011

## Jugadors destacats
Fonts:
Des de 1930
- Mustafa Mansour
- Mahmoud Mokhtar El Tetsh

Des de 1940
- Yehia Emam
- Abdel-Karim Sakr

Des de 1950
- Ad-Diba
- El-Sayed El-Dhizui
- Mahmoud El-Gohary
- Saleh Selim

Des de 1960
- Rifaat El-Fanagily
- Moustafa Reyadh
- Hassan El-Shazly

Des de 1970
- Moustafa Abdou
- Farouk Gaafar
- Ali Abo Greisha
- Hani Moustafa
- Hassan Shehata

Des de 1980
- Magdi Abdelghani
- Taher Abouzeid
- Mahmoud El Khatib
- Ali Shehata
- Ahmed Shobair
- Ibrahim Youssef

Des de 1990
- Hazem Emam
- Mohamed Emara
- Hossam Hassan
- Ibrahim Hassan
- Hany Ramzy
- Nader El-Sayed

Des de 2000
- Mohamed Aboutrika
- Mohamed Barakat
- Wael Gomaa
- Essam El Hadary
- Ahmed Hassan
- Ahmed Hossam Mido
- Hosny Abd Rabo
- Mohamed Zidan

Des de 2010
- Ahmed Fathy
- Ahmed Elmohamady
- Emad Moteab
- Mohammed Salah

## Principals estadis

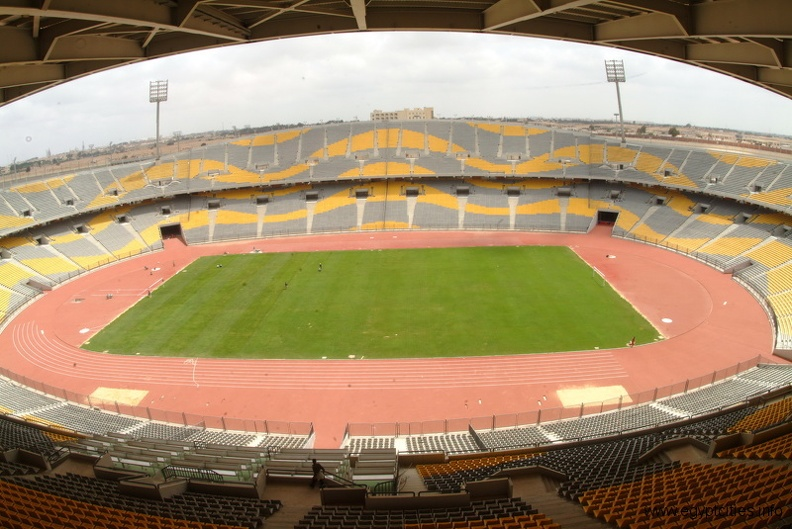
Estadi Borg El Arab.

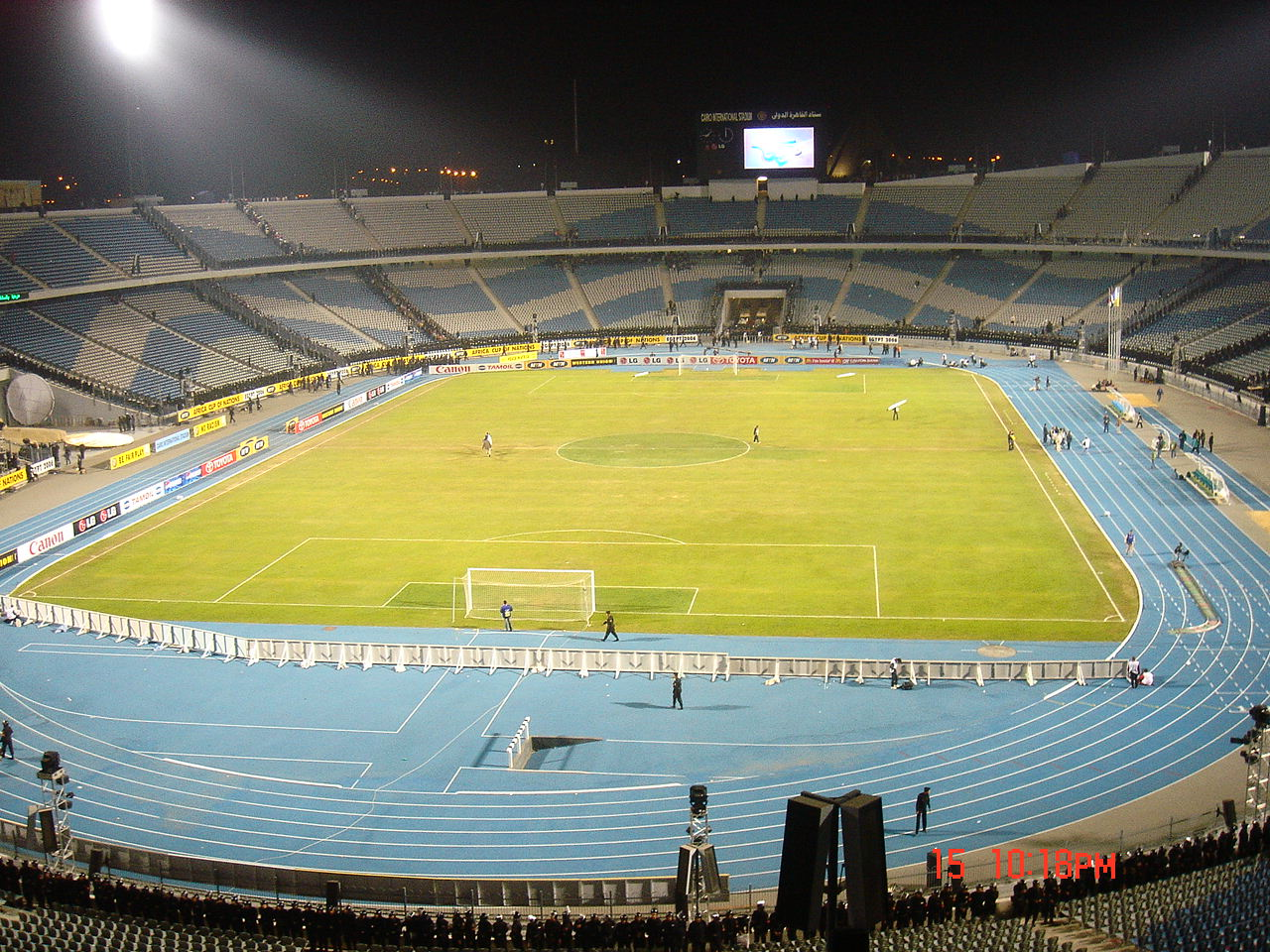
Estadi Internacional del Caire.

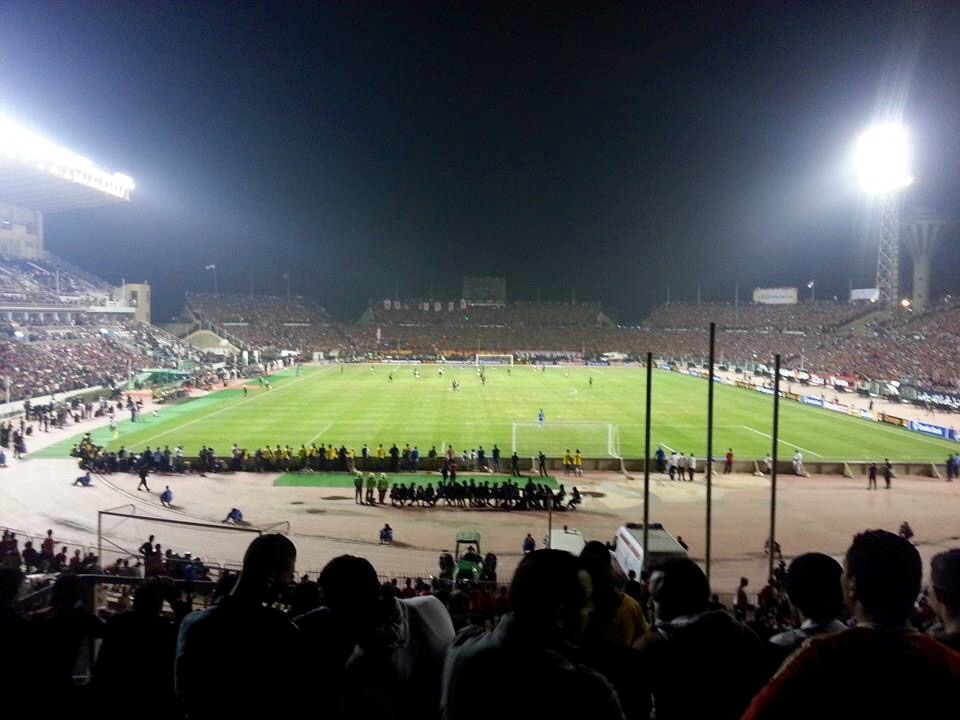
Estadi Osman Ahmed Osman.

Egipte té un total de 27 estadis amb un mínim de 10.000 espectadors de capacitat arreu del país.
| #  | Estadi                                 | Capacitat | Ciutat       | Inauguració |
| -- | -------------------------------------- | --------- | ------------ | ----------- |
| 1  | Estadi Borg El Arab                    | 86.000    | Borg El Arab | 2007        |
| 2  | Estadi Internacional del Caire         | 75.000    | El Caire     | 1960        |
| 3  | Estadi de l'Exèrcit Egipci             | 45.000    | Suez         | 2009        |
| 4  | Estadi Osman Ahmed Osman               | 35.000    | El Caire     | 1979        |
| 5  | Estadi 30 de Juny                      | 30.000    | El Caire     | 2009        |
|    | Estadi Al-Salam                        | 30.000    | El Caire     | 2009        |
|    | Estadi Beni Ebeid                      | 30.000    | Bani Ebid    |             |
| 8  | Estadi Ghazl El Mahalla                | 29.000    | Al Mahalla   |             |
| 9  | Estadi de l'Acadèmia Militar del Caire | 28.500    | El Caire     | 1989        |
| 10 | Estadi de Suez                         | 27.000    | Suez         | 1990        |
| 11 | Estadi El Sekka El Hadid               | 25.000    | El Caire     |             |
|    | Estadi Mokhtar El-Tetsh                | 25.000    | El Caire     | 1917        |
|    | Estadi Petro Sport                     | 25.000    | Nou Caire    | 2006        |
| 14 | Estadi d'Ismaïlia                      | 23.525    | Ismaïlia     | 1934        |
| 15 | Estadi Haras El-Hodoud                 | 22.000    | Alexandria   |             |
|    | Estadi de Port Saïd                    | 22.000    | Port Said    | 1955        |
| 16 | Estadi d'Alexandria                    | 20.000    | Alexandria   | 1929        |
|    | Estadi del Faium                       | 20.000    | El Faium     |             |
|    | Estadi Sohag                           | 20.000    | Sohag        | 1930        |